# 獅司大
獅司 大（しし まさる、1997年1月16日 - ）は、ウクライナ・メリトポリ出身で、雷部屋（入門時は入間川部屋）所属の現役大相撲力士。本名は、ソコロフスキー・セルギイ（ウクライナ語キリル文字表記：Соколовський Сергій）。身長193cm、体重170kg。最高位は西前頭11枚目（2025年5月場所）。

## 来歴
2人兄弟の兄。小学校4年、中学校5年の合計9年制となるメリトポリ市内のタヴリア学校を卒業している。ウクライナで6歳からレスリングを習い、15歳で相撲に転向し欧州選手権では3位の実績を持つ。
2020年3月場所に初土俵を踏んだ。同期には北青鵬がいる。ウクライナ出身として初の力士である。四股名は入門当時の師匠の16代入間川から「百獣の王になれ」と言われたことによる「獅」と当時の師匠の現役時代の四股名から「司」を取り、下の名前は体が大きいことにちなんで「大」となった。体格に恵まれ、この頃すでに入間川部屋の三段目力士が歯が立たない程の実力者であったため、部屋付きの若藤は「ミニ把瑠都。すぐに三段目、幕下にいける」と評価した。その期待通りに序ノ口、序二段をそれぞれ1場所で通過し、三段目まで順調に番付を上げた。東三段目23枚目で迎えた2021年1月場所では、場所前の足首の怪我により1番相撲を休場したが、2番相撲より途中出場。途中出場後は6連勝し、6勝0敗1休の成績で場所を終え、三段目は2場所で通過し幕下に昇進した。その後も勝ち越しを続け、2021年9月場所では東幕下8枚目まで番付を上げたが、幕下上位の壁に跳ね返され自身初の負け越しを経験、さらには同場所中に痛めた左手薬指の怪我の影響で途中休場となった。その後3場所連続で勝ち越し、2022年5月場所では自己最高位の東幕下7枚目まで番付を上げたが、3勝4敗で負け越した。2023年5月場所では、自己最高位の西幕下2枚目をいう番付で初日から3連勝、5日目には新十両の藤青雲と対戦の末叩き込みで勝利。大銀杏姿で初めて十両の土俵に上がり「ちょっと緊張したけど、いつも通り取れた。似合っていますか?」と話した。この場所の4番相撲で勝ち越しを決めて新十両昇進の権利を得た。ウクライナ侵攻の影響でウクライナ出身力士である自身に通常より大きな声援が届いたことにも感謝した。この日、5月20日にはウォロディミル・ゼレンスキーが来日したが、母国の大統領の話題になると「ちょっと」と政治的発言は控えている。この場所は6勝1敗で終え、来場所の新十両を確定的とした。5月31日に開かれた番付編成会議で、7月場所の新十両昇進が正式に発表された。新十両昇進会見では「ウクライナは大変。もっと頑張る。関取になって（なった）ママ、パパを助けます。頑張ります」と故郷の家族を思いやる発言を行った。2024年7月場所は西十両7枚目ながら8勝2敗と10日目に自身最速勝ち越しを決め、優勝争いのトップタイに白熊と並んだ。その後も白星を重ねて千秋楽まで優勝争いのトップを争っていたが、千秋楽は伯桜鵬にうっちゃりで敗れてあと一歩で優勝を逃した。それでも自己最高の11勝でこの場所を終えた。西十両2枚目で迎えた9月場所は14日目に8勝目を挙げ、この時点で「新入幕濃厚」と報じられ、11月場所で新入幕を果たし東前頭16枚目となる。ウクライナからの入幕は大相撲史上初。新入幕会見では「今、両親は大変なので自分が頑張って支えていきたい」と語った。元垣添の雷親方にとっては部屋継承後初の幕内力士となり、雷親方は「幕内に上げることが自分の仕事だと思ってやってきたのでホッとしている。まだまだ番付は上があるので、次は三役に上がれるように部屋全体で精進していきたい」と話した。その11月場所は5勝10敗と負け越して翌2025年1月場所は一旦十両に陥落したが、そこで13勝2敗で十両優勝を果たし、3月場所で再入幕した。

## 取り口
体格を活かした四つ相撲が武器で、左四つに組んで寄り切るのが勝ちパターン。長身を活かした肩越しの上手も武器で、この場合右でも左でも上手を取ると強く、上手投げも得意である。懐が深く、仮に組めなくとも叩きがよく決まる。下手の芸はそれほど見せる方ではない。廻しが取れないときは長いリーチを活かした突っ張りも見せる。最初はレスリングの癖があったが、関取昇進に近づくにつれて相撲を覚え、突っ張りもこなせるようになった。
また2024年春場所では関脇まで上り詰めた宝富士と若隆景、同夏場所では同じく関脇まで上り詰めた妙義龍と碧山から白星を上げており、経験者と渡り合える力を少しずつつけていることがうかがえる。2024年9月場所になると、それまでのパワーを生かしたカチ上げや張り手などの荒々しい相撲、師匠譲りの突き押しに加えて、女子相撲の経験のある女将から学んだ左差し右前ミツの相撲が加わっている。元琴風は2024年11月場所中のコラムで、相撲の巧さと器用さは比較対象の把瑠都より上で、頭を下げての下からの攻めができているとした一方で、手から当たる立合いの甘さは課題だとしている。元朝青龍はX(旧・Twitter)で2025年1月場所の相撲ぶりについて「腰高で廻しを取っての寄りに徹していない。いつか怪我をするかもしれない」という趣旨の指摘をしている。

## 人物
- 好物は寿司（特にエビやマグロ）[9]。刺身、魚、ボルシチ、ピロシキも好物[1]。好きな酒は日本の冷酒[1]。
- マクドナルドのハンバーガーやピザも好物で、2023年7月場所時点では部屋の周辺の店舗で「2日に1回ぐらい食べてます」とのこと[18]。一方で白ご飯は苦手らしく、味がついている米飯なら大丈夫という[1]。納豆も苦手[1]。また2024年に関取になって初めての誕生日を迎え、部屋の力士たちから祝福されたが、その翌日のインタビューでチーズケーキが好きなことも判明している。
- 最初に覚えた日本語は「お疲れさんでございます」[9]。好きな言葉は「ファミリー」「家族」[1]。
- 兄弟子の大元からは日本語を教えてもらったり、稽古に付き合ってもらったりと非常に接点があった。それ故に大元が引退を表明した際には「寂しし」と彼の引退を悲しんだ。
- 協会公式プロフィールによると、テレビ番組、YouTube動画は相撲関連以外は見ない。趣味はアプリゲーム[19]。
- ライバルは世界ジュニア相撲選手権で自身に土を付けた琴ノ若（後の琴櫻）。尊敬する力士は栃ノ心で、彼のような力相撲を取りたいと憧れている[1]。
- 好きな女性のタイプは日本の女性で、例えば女将である17代雷夫人がタイプである。17代雷夫人の事は相撲で世界選手権に出た選手としても尊敬している[1]。
  - 学生時代はいつも家に帰ると母親が仕事に行って家にいなかったため、その寂しさから17代雷夫人の事を「ママ」と呼んでいる。獅司は17代雷夫人の長男と長女も実の弟や妹のように可愛がっている[20]。
- 新十両となった2023年7月場所では勝った時は「うれ獅司」、負けた時には「かな獅司」とダジャレを交えたコメントを出していた[21]。
- 貴闘力がYouTubeで獅司について語った話によると、「知人から『田舎の子なのでスレていない、真面目ないい子』だと聞いた」とのことで、当初貴闘力は「息子たち(王鵬、夢道鵬、納谷幸林)の良い稽古相手になる」と思い、獅司を大嶽部屋に入門させようと大嶽（元十両・大竜）に頼んでみた。ところが露鵬、大砂嵐と自分が指導した外国人力士が立て続けに不祥事で引退したことが悪い印象として残っていたらしく、大嶽が「もう外国人は懲り懲り」と言って断ったことも貴闘力のYouTubeで判明している[22]。
- 2024年1月場所4日目の白熊戦は「アニマル対決」と報道で話題になった（寄り倒しで獅司の白星）。
- 2025年1月場所12日目では、同国の後輩である安青錦と対戦が組まれた。ウクライナ出身力士同士の対戦は史上初となる。なお安青錦は獅司との取り組みについて「同じ国とかは関係なく、土俵に上がれば誰が相手でも勝ちにいく」と同郷出身であることは特に意識しておらず、獅司も「同じ国とか関係ない」と特別な感情は出さないでいる。
- 基礎情報の項にあるように、同じ東欧のエストニア出身力士の把瑠都になぞらえた「ミニ把瑠都」というあだ名が存在するが、把瑠都のSNSで、2025年2月に獅司と把瑠都が対面したことが判明している。

## 主な成績
2025年7月場所終了現在

### 通算成績
- 生涯戦歴：184勝135敗2休（32場所）
- 幕内戦歴：25勝35敗（4場所）

### 各段優勝
- 十両優勝：1回（2025年1月場所）

### 場所別成績
| | 一月場所 初場所（東京） | 三月場所 春場所（大阪） | 五月場所 夏場所（東京） | 七月場所 名古屋場所（愛知） | 九月場所 秋場所（東京） | 十一月場所 九州場所（福岡） |
| --- | ----------------------- | ----------------------- | ----------------------- | --------------------------- | ----------------------- | --------------------------- |
| 2020年 （令和2年） | x                       | （前相撲）              | 感染症拡大 により中止   | 東序ノ口20枚目 6–1          | 東序二段50枚目 6–1      | 西三段目84枚目 6–1          |
| 2021年 （令和3年） | 東三段目23枚目 6–0–1    | 西幕下44枚目 4–3        | 西幕下34枚目 6–1        | 西幕下12枚目 4–3            | 東幕下8枚目 1–5–1       | 東幕下31枚目 4–3            |
| 2022年 （令和4年） | 西幕下25枚目 4–3        | 西幕下17枚目 6–1        | 東幕下7枚目 3–4         | 東幕下14枚目 4–3            | 東幕下11枚目 4–3        | 西幕下7枚目 1–6             |
| 2023年 （令和5年） | 東幕下20枚目 5–2        | 東幕下12枚目 6–1        | 西幕下2枚目 6–1         | 東十両12枚目 9–6            | 東十両8枚目 9–6         | 西十両5枚目 6–9             |
| 2024年 （令和6年） | 西十両7枚目 7–8         | 西十両8枚目 8–7         | 東十両7枚目 5–10        | 東十両10枚目 11–4           | 西十両2枚目 9–6         | 東前頭16枚目 5–10           |
| 2025年 （令和7年） | 西十両4枚目 優勝 13–2   | 西前頭13枚目 9–6        | 西前頭11枚目 4–11       | 西前頭17枚目 7–8            | x                       | x                           |
| 各欄の数字は、「勝ち-負け-休場」を示す。 優勝 引退 休場 十両 幕下 三賞：敢=敢闘賞、殊=殊勲賞、技=技能賞 その他：★=金星 番付階級：幕内 - 十両 - 幕下 - 三段目 - 序二段 - 序ノ口 幕内序列：横綱 - 大関 - 関脇 - 小結 - 前頭（「#数字」は各位内の序列） |                         |                         |                         |                             |                         |                             |

## 幕内対戦成績
2025年7月場所終了現在
| 力士名   | 勝数 | 負数 | 力士名 | 勝数 | 負数 | 力士名   | 勝数 | 負数 | 力士名 | 勝数 | 負数 |
| -------- | ---- | ---- | ------ | ---- | ---- | -------- | ---- | ---- | ------ | ---- | ---- |
| 安青錦   | 0    | 1    | 朝紅龍 | 2    | 1    | 熱海富士 | 0    | 2    | 遠藤   | 1    | 1    |
| 阿武剋   | 1    | 1    | 金峰山 | 0    | 1    | 草野     | 0    | 1    | 琴栄峰 | 1    | 0    |
| 琴勝峰   | 1    | 2    | 嘉陽   | 1    | 0    | 佐田の海 | 1    | 0    | 正代   | 0    | 2    |
| 湘南乃海 | 0    | 1    | 隆の勝 | 0    | 2    | 宝富士   | 2    | 0    | 玉正鳳 | 1    | 0    |
| 玉鷲     | 1    | 1    | 美ノ海 | 2    | 1    | 千代翔馬 | 1    | 1    | 時疾風 | 2    | 1    |
| 栃大海   | 0    | 1    | 翔猿   | 0    | 1    | 錦木     | 1    | 0    | 錦富士 | 0    | 1    |
| 伯桜鵬   | 0    | 1    | 英乃海 | 1(1) | 0    | 武将山   | 1    | 0    | 御嶽海 | 1    | 1    |
| 翠富士   | 3    | 1    | 明生   | 0    | 3    | 竜電     | 0    | 3    | 若元春 | 1    | 0    |

## 改名歴
- 獅司 大（しし まさる）2020年3月場所 -